# Torvaianica
Torvaianica is een plaats (frazione) in de Italiaanse gemeente Pomezia.